# Brandesburton
Brandesburton – wieś w Anglii, w hrabstwie East Riding of Yorkshire. Leży 19 km na północ od miasta Hull i 267 km na północ od Londynu. W 2001 miejscowość liczyła 1348 mieszkańców.